# Ernst Kühlbrandt (pictor)
Ernst Kühlbrandt (n. 1891, Kronstadt, Austro-Ungaria – astăzi Brașov, România – d. 1975, Verden, landul Niedersachsen, Germania), supranumit der Jüngere (cel tânăr), spre a-l deosebi de tatăl său, poetul și istoricul de artă Ernst Kühlbrandt, a fost un pictor, sas originar din Transilvania, care a pictat exclusiv cai.
S-a născut la Brașov, unde tatăl său era profesor de desen. De mic a avut o atracție deosebită pentru cai. Primele desene reușite de cai le-a făcut la vârsta de 10 ani, în grajdurile aparținând unchiului său.
A studiat pictura la Budapesta, unde a și fost o vreme profesor. În perioada 1920-1934 a trăit la Viena, iar din 1936 s-a mutat la Berlin Spre sfârșitul vieții s-a mutat la Verden an der Aller, unde a și decedat.

## Opera principală

Portretul calului Halef

A stat mai multă vreme în „Trakehnen” din Prusia Răsăriteană (în prezent Regiunea Kaliningrad care aparține Rusiei) localitate renumită pentru o rasă de cai. Aici a pictat „portretele” celor mai renumite exemplare ale rasei de cai Trakehner prezente în herghelia locală.
Uniunea Sovietică a confiscat toate picturile sale create până în 1913. După îndelungi tratative diplomatice, în 1930 s-a decis restituirea lor către Prusia. Până în august 1944, tablourile sale, scoase din rame, erau ambalate în lăzi speciale, spre a fi expediate spre Prusia.
La 31 august 1945, Armata Roșie le-a confiscat din nou și, împreună cu toată herghelia din Trakehnen, le-a expediat spre răsărit. După al Doilea Război Mondial, 9 din aceste picturi au fost identificate în localitea Kirov, dar despre soarta celorlalte picturi nu se mai știe nimic.

### Lucrări în volume
- Graf von Norman senior: Unser Pferd (Calul nostru), 1938, vol. I, cu 69 de desene de Prof. Kühlbrandt
- Graf von Norman senior, Unser Pferd (Calul nostru), 1938, vol. II, cu 19 desene de Prof. Kühlbrandt
- Graf von Norman senior: Jagdreiten (Călăria la vânătoare). Neudamm, Verlag J. Neumann, 1940, cu 17 ilustrații de Ernst Kühlbrandt